# Dendryphantes comatus
Dendryphantes comatus là một loài nhện trong họ Salticidae.
Loài này thuộc chi Dendryphantes. Dendryphantes comatus được Ferdinand Karsch miêu tả năm 1880.